# Исраэли, Давид
Исраэли, Давид — заместитель командира 188-й танковой бригады Армии обороны Израиля в период Войны Судного дня, подполковник танковых войск. Погиб в бою 7 октября 1973 года вместе с комбригом Ицхаком Бен-Шохамом. Посмертно награждён медалью «За отвагу» («Итур ха-Оз»).